# Stomias brevibarbatus
Stomias brevibarbatus es una especie de pez de la familia Stomiidae en el orden de los Stomiiformes.

## Morfología
Los machos pueden llegar alcanzar los 20,4 cm de longitud total.

## Alimentación
Come peces hueso y crustáceos.

## Hábitat
Es un pez de mar y de aguas profundas que vive hasta 500 m de profundidad.

## Distribución geográfica
Se encuentra en el  Atlántico oriental (desde el sur de Portugal hasta Mauritania) y el noroeste del Atlántico (Canadá ).